# Kaplica św. Jakuba w Gostyninie
Kaplica świętego Jakuba – jeden z zabytków miasta Gostynina, w województwie mazowieckim. Należy do dekanatu gostynińskiego diecezji płockiej. Znajduje się na cmentarzu powstałym na terenie podgrodzia dawnego grodu kasztelańskiego.
Prawdopodobnie pod obecnym kościołem znajdują się pozostałości najstarszej świątyni w Gostyninie, która istniała już w średniowieczu. Kiedy w 1382 roku miasto lokowano na nowym miejscu, w rynku zbudowano nowy kościół, a poprzednia świątynia pozostała w starym grodzie. Drewniany kościół św. Jakuba, uległ zniszczeniu w połowie XVIII w., a już w 1754 roku zbudowano tu nową świątynię, która jednak też później uległa zniszczeniu.
Obecna świątynia została wzniesiona w latach 1883-1886. Corocznie, w ostatnią niedzielę lipca, odbywa się w niej odpust poświęcony świętemu Jakubowi Apostołowi. Jest to budowla zbudowana w stylu neogotyckim, murowana z cegły i otynkowana. Wybudowano ją na planie prostokąta. Od strony wschodniej mieści się półkolista absyda. Od strony zachodniej znajduje się wyraźnie wyodrębniona z górnej kondygnacji wieżyczka. Na narożnikach korpusu i wieżyczki umieszczone są pinakle. Kaplica nakryta jest dwuspadowym dachem. Wieżyczka posiada ostrosłupowy hełm. Wewnątrz kaplicy są umieszczone tablice pamiątkowe.